# Допоможи мені (Доктор Хаус)
«Допоможи мені» (англ. Help Me)  — двадцять перша серія шостого сезону американського телесеріалу «Доктор Хаус». Прем'єра епізоду проходила на каналі FOX 17 травня 2010. Доктор Хаус і його нова команда мають врятувати водія крана, що впав на велику будівлю. Сам Хаус має врятувати дівчину, що опинилася під уламками.

## Сюжет
Хаус вирішує подарувати Кадді цінну книжку її дідуся, а Кадді повідомляє йому, що в центрі Трентону впав кран. Кадді, Форман і Хаус вирушають на допомогу рятувальникам. Невдовзі рятувальники знаходять водія. Він у важкому стані та каже, що закуняв і втратив керування. Хаус знаходить у його кишені пігулки проти сну. Чоловік каже, що через грип у дочки не міг виспатись вдома і йому довелось прийняти цей препарат, щоб нормально працювати. Хаус вважає, що водій не заснув, а знепритомнів. В нього з'явилася нова справа, але Хаус потрібен на місці аварії, тому Форман їде з пацієнтом до лікарні. Хаус вирішує відпочити, але згодом починає чути якісь звуки з-під уламків будинку. Собака і рятувальники нічого не знаходять, проте Хаус помічає щілинну і пролазить туди.
Пробравшись до понівеченої кімнати Хаус знаходить дівчину. Ногу Ханни притиснуло між великими уламками. Хаус кличе на допомогу рятувальників. Вони намагаються розчистити уламки, а Хаус тим часом телефонує команді і каже, що, скоріш за все, у водія крана об'ємне утворення в мозку. Він наказує зробити МРТ голови і повертається до дівчини. Хаус ставить їй крапельницю в гомілку, щоб розчин пішов по венозній системі. Тауб і Чейз роблять МРТ, проте воно нічого не виявляє. Після нього у пацієнта виникає кровотеча з носа і ока. Кадді повідомляє Хаусу, що вчора Лукас освідчився їй. Хоч він намагається вдати, що його це не зачепило, йому все одно погано на душі. Балка, під якою знаходиться нога Ханни, доволі важлива у будівлі і якщо її прибрати, може статися ще один обвал. Кадді пропонує дівчині ампутувати ногу, щоб у неї не виник краш-синдром. Проте Ханна налякана і не погоджується. Хаус говорить, що ще є час і встає на бік дівчини. Згодом він зв'язується з командою і наказує їм зробити водію рентгенофлебограму і перевірити на тромбоз венозних синусів.
Хаус вирішує поїхати до лікарні, але Ханна не хоче, щоб він йшов. У неї починається психоз і вона може зірвати крапельницю. Хаус повертається до дівчини і дає їй мобільний, щоб вона зателефонувала своєму чоловіку. Невдовзі рятувальники намагаються підняти балку, проте трапляється другий обвал. Прийшовши до тями Хаус розуміє, що у Ханни пневмоторакс. Він розправляє легеню і дівчині стає краще. Хаус помічає, що у нього поріз і на деякий час покидає дівчину, щоб накласти шви. Йому дзвонить команда і повідомляє, що результати негативні, а у чоловіка почалась гарячка. Хаус наказує зробити поперекову пункцію. Другий обвал перешкоджає вивільненню ноги, тому Кадді наполягає на ампутації. Хаус розуміє, що це єдиний шанс і переконує дівчину. Болісна операція проходить успішно і Хаус везе Ханну до лікарні. Проте в машині у дівчини виникає жирова емболія через ампутацію. Вона помирає не доїхавши до лікарні. Хаус думає, що він винний у смерті Ханни і його нога починає боліти ще дужче. Вдома він знаходить декілька пігулок вікодину, які він сховав за дзеркалом. Проте приходить Кадді і вмовляє його не приймати їх і каже, що не хоче виходити за Лукаса. Хаус і Кадді зізнаються, що кохають один одного і цілуються.